# Золотий дощ (фразеологізм)

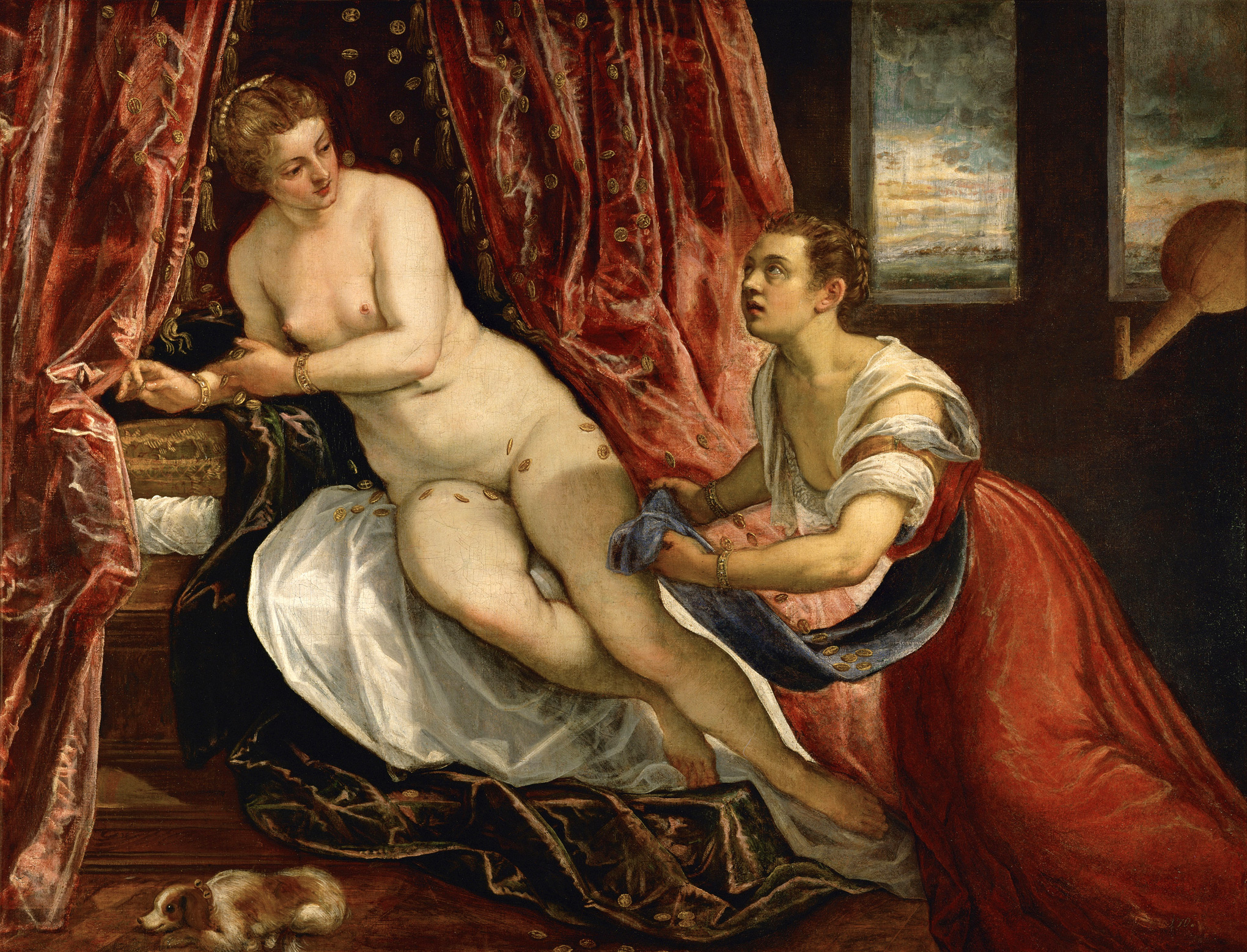
Тінторетто, «Дана», бл. 1570. Ліонський музей образотворчих мистецтв, Ліон, Франція

«Золотий дощ» — фразеологізм, що означає раптове, легко здобуте багатство, ніби «звалилося з неба». Звідси виникло метафоричне висловлення «пролитися золотим дощем» — несподівано обдарувати когось, збагатити, озолотити. Вираз має міфологічне походження і пов'язаний із давньогрецьким богом Зевсом. Він захопився красою Данаї, доньки Акрісія, царя Аргоського, та Еврідіки (або Аганіппи). Оскільки Акрісію було передбачено, що його вб'є син його доньки, він ув'язнив Данаю в підземному мідному домі (високій вежі) та приставив до неї служницю. Зевс проник до Данаї у вигляді золотого дощу й запліднив її, після чого у неї народився син Персей, знаний переможець Горгони Медузи, який зрештою виконав пророцтво, випадково вбивши свого діда Акрісія. Міф про спокушення Данаї став популярною темою в історії західноєвропейського живопису. Зокрема, багато художників зобразили на своїх полотнах Данаю, на яку проливається дощ у вигляді золотих монет (Тіціан (кілька разів), Корреджо, Ван Дейк, Рембрандт та інші).